# 2021年阿薩姆地震
2021年印度地震发生于4月28日。当天早上7時51分，印度阿萨姆邦索尼特普縣德基亚久利发生里氏6.4级地震，随后又出现了17次2.9至4.7级的余震，包括3次4.0以上的余震。目前，地震已造成至少10人受伤。
印度总理纳伦德拉·莫迪、阿萨姆邦首席部长Sarbananda Sonowal发布Twitter貼文，表示“为当地人民的平安祈祷”。